# Brassica montana
Brassica montana är en korsblommig växtart som beskrevs av Pierre André Pourret de Figeac. Brassica montana ingår i släktet kålsläktet, och familjen korsblommiga växter. IUCN kategoriserar arten globalt som livskraftig. Inga underarter finns listade i Catalogue of Life.